# 656 г. пр.н.е.

## Събития

### В Европа
- В Гърция се провеждат 31-те Олимпийски игри:
  - Победител в дисциплината бягане на разстояние един стадий става Хионид от Лакония. Това е третата му победа след 664 и 660 г. пр.н.е.;[1]

### В Западна Азия

#### В Асирия
- Цар на Асирия е Ашурбанипал (669/8 – 627 г. пр.н.е.).[2]
- Шамаш-шум-укин (668 – 648 г. пр.н.е.) е цар на Вавилон и управлява като подчинен на своя брат Ашурбанипал.[3]

#### В Елам
- Цар на Елам е Темпти-Хума-ин-Шушинак (Теуман) (664 – 653 г. пр.н.е.).[4]

### В Северна Африка

#### В Египет
- Фараонът Псаметих (664 – 610 г. пр.н.е.) успява да наложи властта си над Тива и шестте най-южни провинции на Египет контролирани от този град чрез мирни действия и политическо споразумение. Местните управници запазват постовете си, а дъщерята на фараона Нитокрис е приета от Аменирдис II за наследница на поста „Съпруга на Амон“.[5]
- С тези действия Псаметих отново обединява Долен и Горен Египет под властта на един фараон и отхвърля чуждото владичество на кушитите.[4]
- Псаметих отхвърля и зависимостта от Асирия.[6]
- Управлението на Танутамун над Горен Египет (664 – 656 г. пр.н.е.), макар и дотогава да е било само номинално, вече приключва официално, но той остава цар на Куш до 653 г. пр.н.е.[4]